# Rare Trax
Rare Trax är ett samlingsalbum med det svenska progressiva extrem metal-bandet Meshuggah. Albumet släpptes augusti 2001 av det tyska skivbolaget Nuclear Blast. Albumet innehåller tre låtar från bandets EP från 1989, Meshuggah, också känd som Psykisk Testbild. Dessutom innehåller albumet tidigare outgivna låtar.

## Låtlista
1. "War" – 2:48
2. "Cadaverous Mastication" – 7:51
3. "Sovereigns Morbidity" – 4:31
4. "Debt of Nature" – 7:20
5. "By Emptyness Abducted" – 4:52
6. "Don't Speak" – 3:28
7. "Abnegating Cecity" (Demo Version '90) – 6:24
8. "Internal Evidence" (Demo Version '90) – 7:02
9. "Concatenation (Remix) – 6:18
10. "Ayahuasca Experience" – 4:31

## Medverkande
Musiker
- Jens Kidman – sång, gitarr
- Fredrik Thordendal – sologitarr, basgitarr, programmering, sång
- Mårten Hagström – rytmgitarr
- Gustaf Hielm – basgitarr
- Tomas Haake – trummor
- Jocke Skog – gitarr
- Niclas Lundgren – trummor
- Peter Nordin – basgitarr

Produktion
- Meshuggah – ljudtekniker
- Fredrik Thordendal – ljudtekniker, ljudmix
- P.H. Rics (Pelle Henricsson) – ljudtekniker, ljudmix
- Jens Kidman – ljudtekniker, ljudmix